# Southern 100
De Southern 100 is een wegrace voor motorfietsen op het eiland Man. De wedstrijden worden elk jaar in juli georganiseerd op het Billown Circuit.
De eerste Southern 100 vond plaats in 1955. Er werden toen drie wedstrijden verreden: 250 cc en 350 cc over 6 ronden (40 km) en 500 cc over 24 ronden (160 km). De naam stamde van de plaats: in het zuiden van het eiland Man en de lengte van de 500 cc race: 100 mijlen. Start en finish liggen in Castletown. In het eerste jaar waren er 73 deelnemers en de eerste wedstrijd werd gewonnen door de Manxman Derek Ennett met een AJS Boy Racer. In 1958 kreeg de wedstrijd de status van "Nationale race" en in 1969 ging ze deel uitmaken van het Britse nationale kampioenschap. In 1992 en 1993 maakte de Southern 100 ook deel uit van de Irish Regal Championships. Tegenwoordig is het een van de vijf officiële internationale wedstrijden onder verantwoordelijkheid van de FIM op de Britse eilanden.
In 1962 werd de zijspanklasse aan het wedstrijdprogramma toegevoegd. Het was in 2012 een van de twaalf deelnemende klassen. Ian Lougher heeft tijdens de Southern 100 de meeste solo-overwinningen behaald (32), gevolgd door Joey Dunlop (31). Dave Molyneux haalde de meeste overwinningen in de zijspanklasse (15). 

Billown Circuit

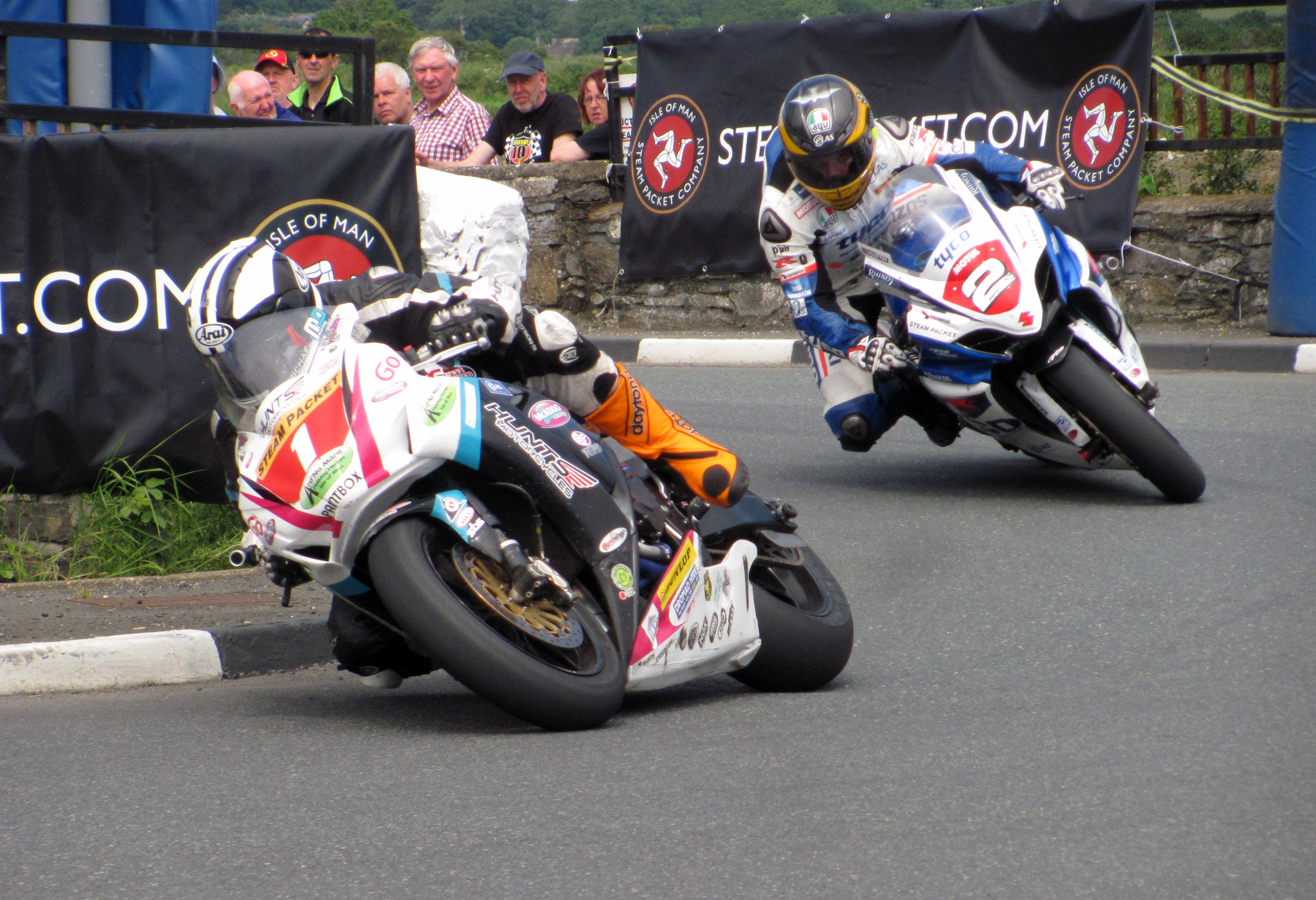
Robert Dunlop voor Guy Martin tijdens de Southern 100 in 2012